# Tulamalae
Tulamalae is een bestuurslaag in het regentschap Belu van de provincie Oost-Nusa Tenggara, Indonesië. Tulamalae telt 4890 inwoners (volkstelling 2010).